# 农业机械

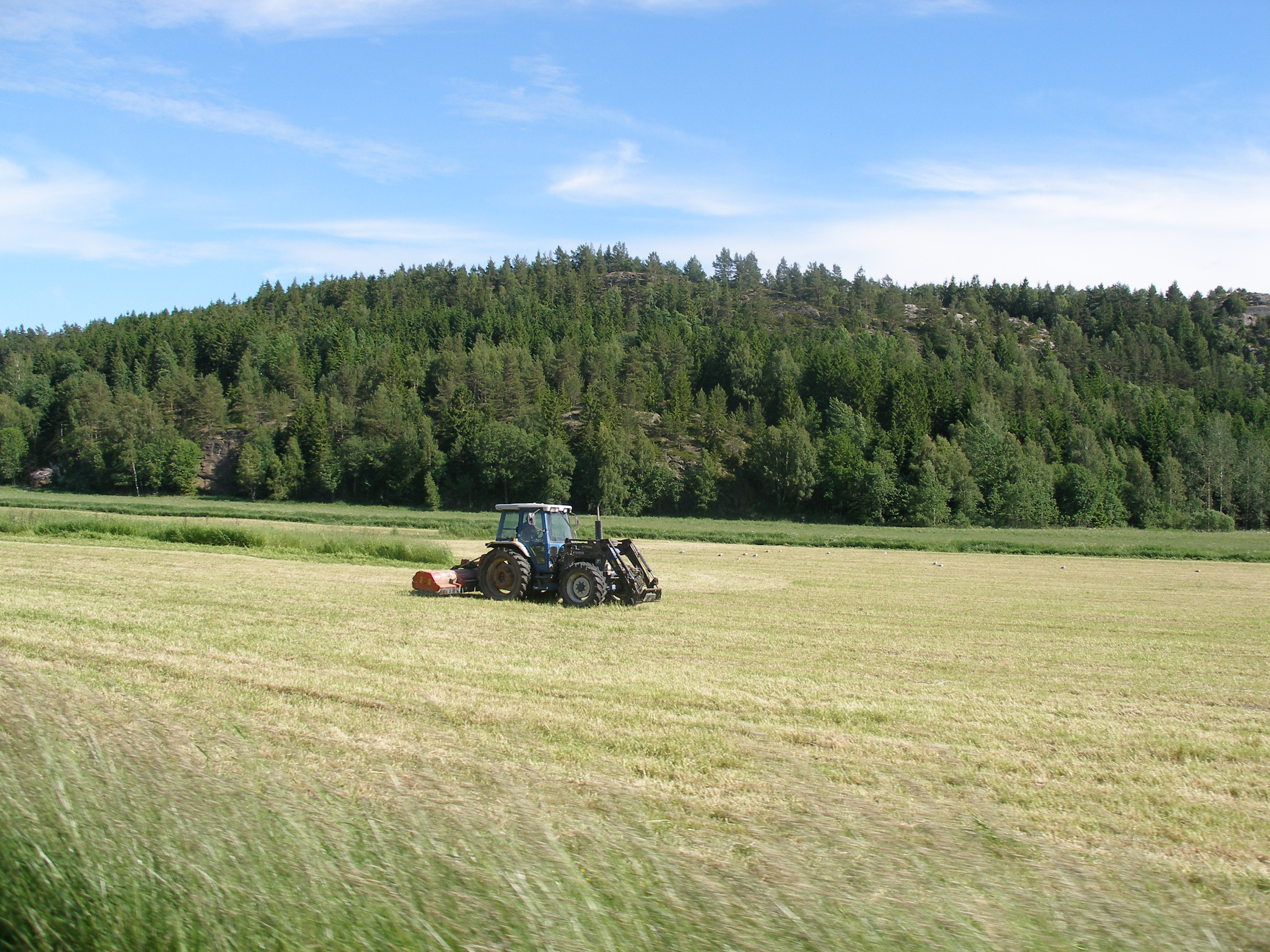
用机械进行农业生产

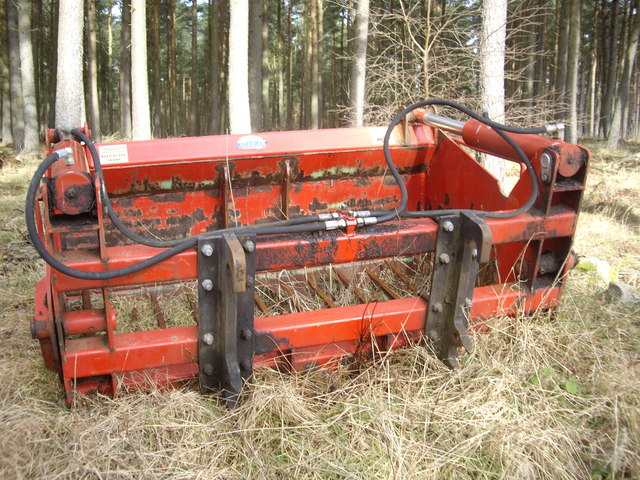
可替換的機械犁頭

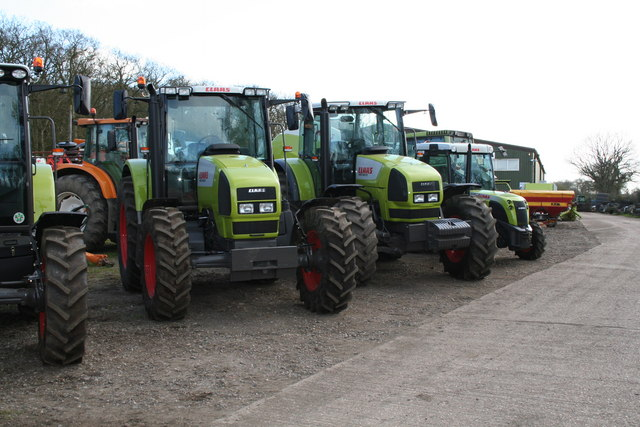
拖拉機

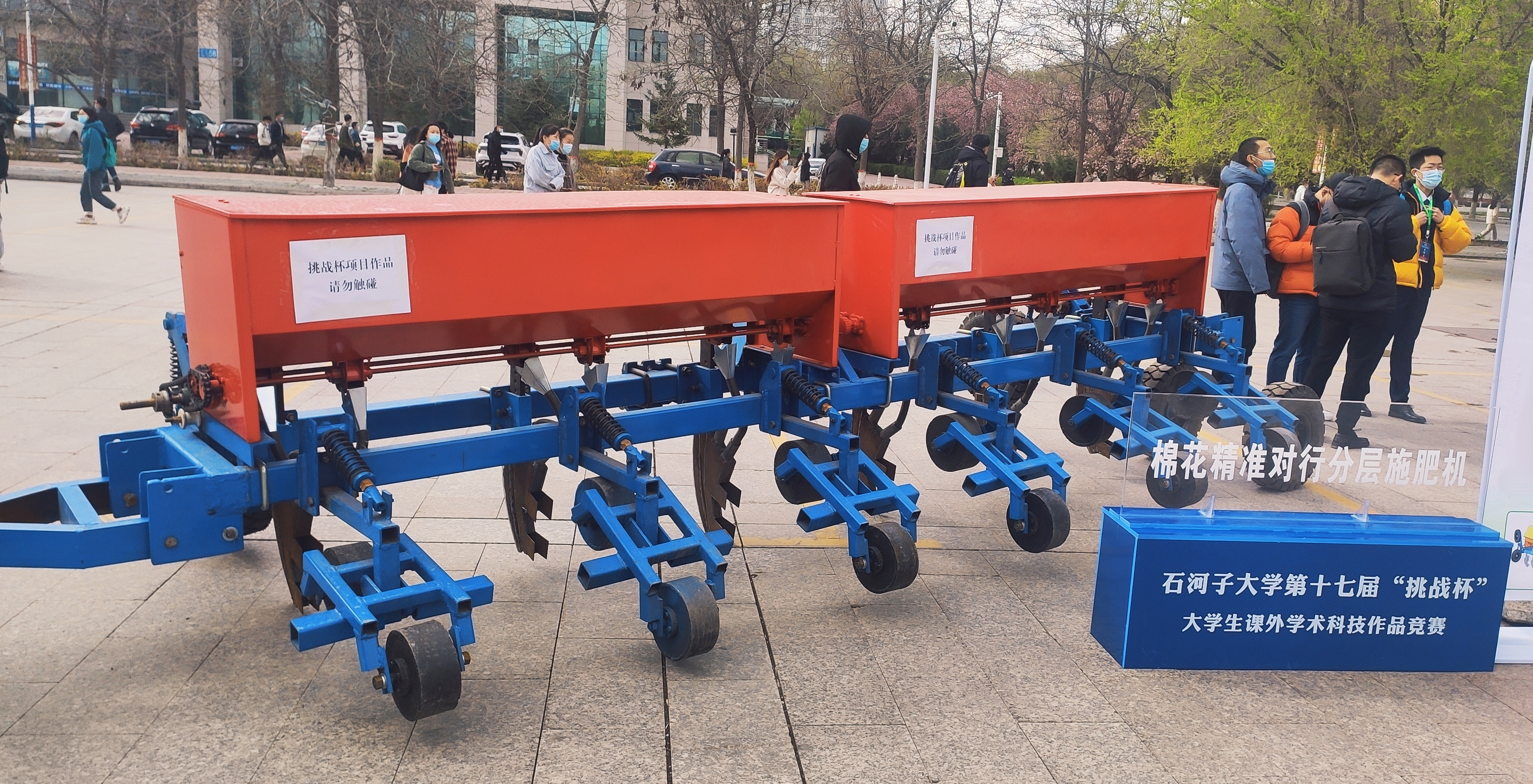
棉花施肥机，石河子大学的大学生竞赛作品

农业机械属于農業自動化技術的一部分，其中包括更先進的數位設備和農業機器人技術。指用于农业、畜牧业、林业和渔业所有动力机械的总称，农业机械属于农机具的范畴，綠色革命後在全球興起。推廣使用农业机械稱為农业机械化。
農業機械是指用於耕作或其他農業的機械結構和裝置。此類設備有多種類型，從手動工具和電動工具到拖拉機及其牽引或操作的農具。機械用於有機和非有機農業。特別是自從機械化農業出現以來，農業機械已成為世界糧食生產中不可或缺的一部分。

## 分类
农业机械按照使用和功能分类，主要有：
- 耕作机械
- 播种机械
- 植保机械
- 收获机械
- 运输机械
- 加工机械

## 立法
- 專門法律
  - 《农业机械化促进法》
- 相關法律
  - 《农业法》
  - 《农业技术推广法》
- 相關条例、法規
  - 《农业机械安全监督管理条例》

## 外部連結
- Hay Harvesting in the 1940s  instructional films, Center for Digital Initiatives, University of Vermont Library
- Worldwide Agricultural Machinery and Farm Equipment Directory （页面存档备份，存于）
- Economic Situation of the agricultural machinery sector—VDMA Report